# غيوفريسيه (أين)
غيوفريسيه (بالفرنسية: Géovreisset)‏ هي بلدية فرنسية تقع في إقليم الأين في فرنسا. رمز إنسي لها هو:1171. أما الرمز البريدي لها فهو: 1100.